# Hugo Schär
Hugo Schär (* 27. Juli 1948) ist ein ehemaliger Schweizer Radrennfahrer.

## Sportliche Laufbahn
Schär war im Strassenradsport aktiv. Er war Teilnehmer der Olympischen Sommerspiele 1972 in München. Im olympischen Strassenrennen schied er beim Sieg von Hennie Kuiper aus. 1970 kam er im Amateurrennen der Meisterschaft von Zürich hinter Jürg Schneider auf den 2. Platz. Mit der Nationalmannschaft bestritt er das britische Milk Race und wurde 16. der Gesamtwertung. 1969 wurde Schär in der Tour de l’Avenir 79. und startete bei den Strassenradsport-Weltmeisterschaften.